# Jaświły (gromada)
Jaświły – dawna gromada, czyli najmniejsza jednostka podziału terytorialnego Polskiej Rzeczypospolitej Ludowej w latach 1954–1972.
Gromady, z gromadzkimi radami narodowymi (GRN) jako organami władzy najniższego stopnia na wsi, funkcjonowały od reformy reorganizującej administrację wiejską przeprowadzonej jesienią 1954 do momentu ich zniesienia z dniem 1 stycznia 1973, tym samym wypierając organizację gminną w latach 1954–1972.
Gromadę Jaświły z siedzibą GRN w Jaświłach utworzono – jako jedną z 8759 gromad – w powiecie monieckim w woj. białostockim, na mocy uchwały nr 19/V WRN w Białymstoku z dnia 4 października 1954. W skład jednostki weszły obszary dotychczasowych gromad Jaświły, Jaświłki, Jedeszki, Romejki, Mociesze i Rutkowske Duże ze zniesionej gminy Jaświły w tymże powiecie. Dla gromady ustalono 17 członków gromadzkiej rady narodowej.
31 grudnia 1959 do gromady Jaświły przyłączono obszary zniesionych gromad Mikicin i Bobrówka oraz wieś Rutkowskie Małe ze zniesionej gromady Szpakowo.
31 grudnia 1961 do gromady Jaświły przyłączono wieś Gurbicze ze znoszonej gromady Białosuknia oraz wieś Szaciły ze znoszonej gromady Smogorówka Dolistowska.
Gromada przetrwała do końca 1972 roku, czyli do kolejnej reformy gminnej. Z dniem 1 stycznia 1973 roku reaktywowano gminę Jaświły.